# Große Wespendickkopffliege

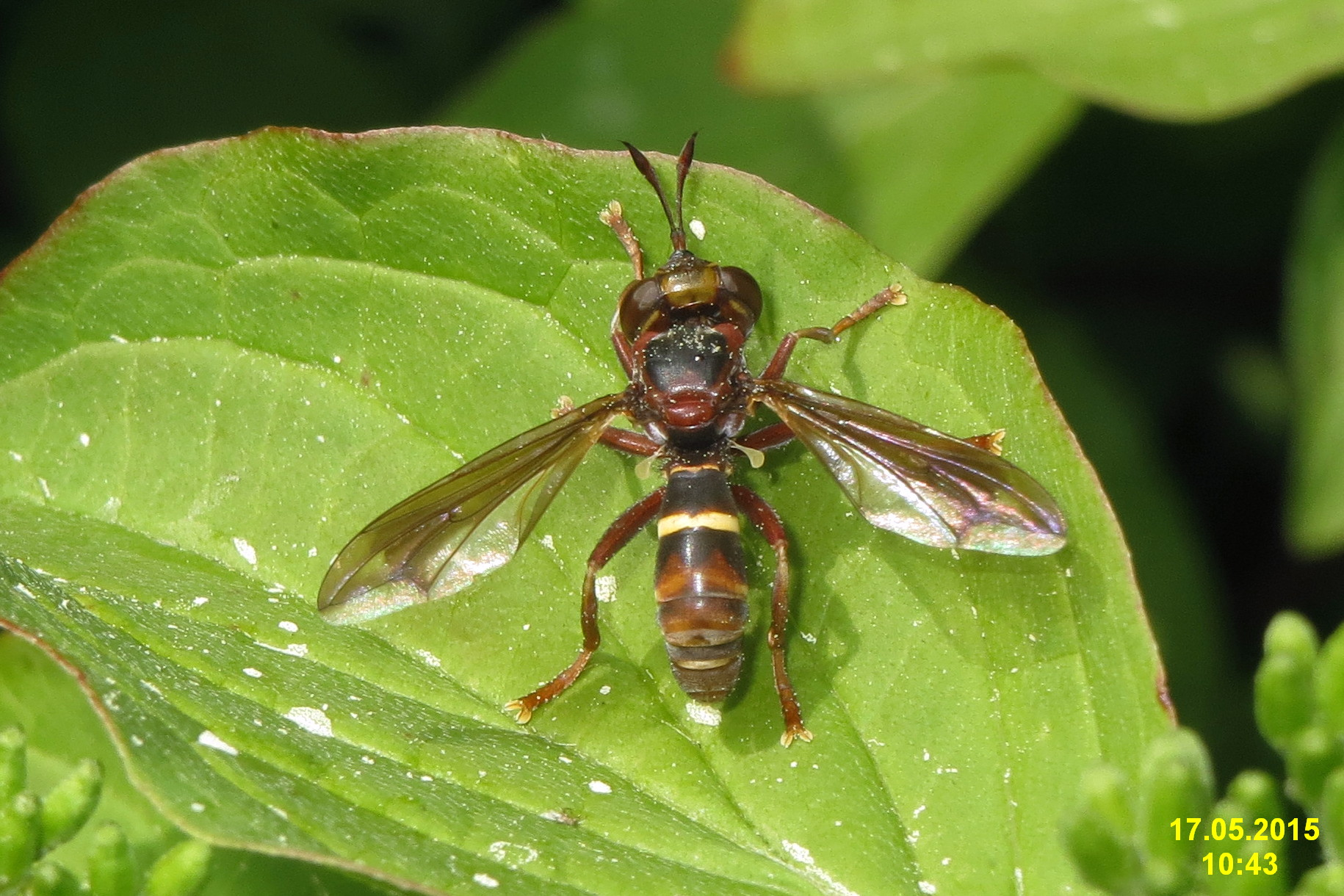
Weibchen, Dorsalansicht

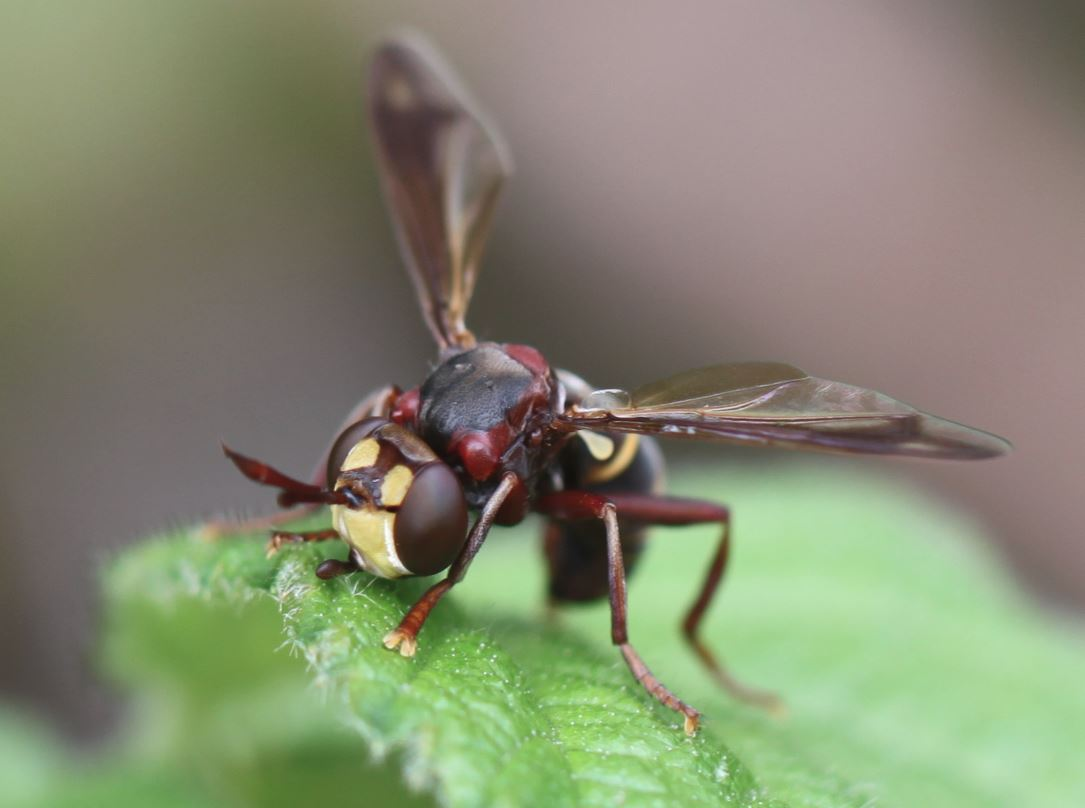
Weibchen, Frontansicht

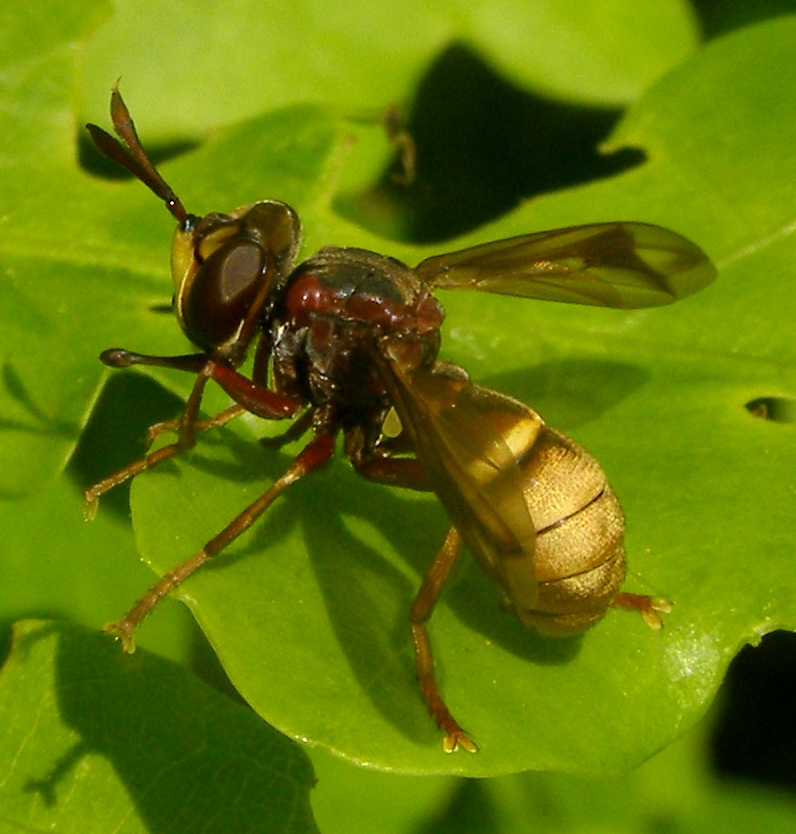
Männchen

Die Große Wespendickkopffliege (Conops vesicularis) ist eine Art aus der Familie der Blasenkopffliegen (Conopidae).

## Merkmale
Die Fliegen erreichen Körperlängen zwischen 12 und 18 Millimetern. Ihr Gesicht ist gelb. Vom Ansatz der roten Fühler verläuft jeweils eine bräunliche Linie zu den Seiten sowie ein bräunlicher Kiel nach hinten. Der hintere Bereich der Frons ist bräunlich gefärbt. Der braune Saugrüssel (Proboscis) ist relativ kurz. Das überwiegend schwarze Mesonotum besitzt rote Schulterbeulen und ist an den seitlichen Rändern rot gefärbt. Das sich hinten anschließende Schildchen sowie die Femora sind ebenfalls rot gefärbt. Die Weibchen sind schlanker und wesentlich dunkler als ihre männlichen Artgenossen. Der Hinterleib der Männchen ist überwiegend gelb gefärbt. Der Hinterleib der Weibchen ist überwiegend schwarz oder dunkelbraun gefärbt und weist eine prominente gelbe Binde auf. Die Theka der Weibchen, die vom fünften Sternit absteht, ist gelb gefärbt und besitzt eine schwarze Spitze. Die Flügel weisen entlang dem vorderen Rand eine Schattierung auf.

## Verbreitung
Die Art kommt in Mittel-, Süd- und Südwesteuropa vor. Im Norden reicht ihr Vorkommen bis zu den Britischen Inseln sowie nach Schweden und ins Baltikum. Die Art gilt als nicht häufig.

## Lebensweise
Die Fliegen erscheinen gewöhnlich früher als andere Vertreter der Gattung Conops. Die Flugzeit dauert von April bis August. Man beobachtet die Fliegen meist an Waldrändern oder in Heidelandschaften, wo Hornissen vorkommen. Die Fliegen besuchen häufig die Blüten von Weißdorne.
Die Larven von Conops vesicularis sind solitäre koinobionte Endoparasitoide von Hornissen und Hummeln. Zu den Wirtsarten gehören die Hornisse (Vespa crabro), die in Europa eingeschleppte Asiatische Hornisse (Vespa velutina) sowie die Mooshummel (Bombus muscorum). Die weiblichen Fliegen passen die Hornissen und Hummeln beim Blütenbesuch ab. Sie platzieren pro Wirtstier ein Ei an dessen Hinterleib. Die Larve schlüpft, bohrt sich in den Hinterleib des Wirts und durchläuft dort drei Stadien. Sie ernährt sich von den Hämolymphen und inneren Organen ihres Wirts. Der Wirt stirbt erst kurz vor der Verpuppung, die innerhalb des Wirts stattfindet. Die Art Conops vesicularis überwintert als Puppe im toten Wirtstier. Der Zeitraum zwischen Parasitierung und Tod des Wirts dauert gewöhnlich zwei Wochen. Es werden auch Hornissen- und Hummelköniginnen von Conops vesicularis parasitiert. Dies kann zur Folge haben, dass die betroffene Hornissen- oder Hummelkolonie zugrunde geht.